# Пиколиновая кислота
Пиколиновая кислота (пиридин-2-карбоновая кислота) — органическая кислота, производное пиридина. Белое твёрдое вещество, растворимое в воде. Является изомером никотиновой и изоникотиновой кислот.

## Химические свойства
Пиколиновая кислота является твёрдым при нормальных условиях веществом, хорошо растворяется в воде, этаноле и уксусной кислоте, но не растворяется в хлороформе, бензоле и диэтиловом эфире.
Благодаря наличию карбоксильной группы проявляет кислотные свойства: pKa = 1,01. Как и карбоновые кислоты, образует соли металлов, сложные эфиры, амиды, гидразиды и др.
Вступает в реакции нуклеофильного замещения, в частности, хлорируется при долгом нагревании с тионилхлоридом SOCl2 с образованием 4-хлорпиколиновой, 4,6-дихлорпиколиновой и 4,5,6-трихлорипиколиновой кислот.
Действие алкилгалогенидов в щелочной среде приводит к N-алкилпроизводным пиколиновой кислоты.

## Применение
В синтетической органической химии использовался в качестве субстрата в реакции Мицунобу и в реакции Хаммика.

## Получение
Пиколиновую кислоту синтезируют окислением 2-пиколина (2-метилпиридина) перманганатом калия, диоксидом селена, хлоратом натрия, серной кислотой в присутствии селена:

### Биосинтез
Пиколиновая кислота является катаболитом аминокислоты триптофана по кинурениновому пути. Её функция неясна, но он участвует в различных нейропротекторных, иммунологических и антипролиферативных эффектах. Кроме того, предполагается, что она способствует всасыванию ионов цинка (II) и других двухвалентных или трехвалентных ионов через тонкий кишечник.

### Коодинационная химия
Пиколиновая кислота представляет собой бидентатный хелатирующий агент таких элементов, как хром, цинк, марганец, медь, железо и молибден в организме человека.  Многие из её комплексов являются нейтральными по заряду и, таким образом, липофильны. После того, как была обнаружена его роль в абсорбции, пищевые добавки с пиколинатом цинка стали популярными, поскольку было показано, что они являются эффективным средством введения цинка в организм.